# Lyutvi Ahmedov
Pour les articles homonymes, voir Ahmedov.
Lyutvi Ahmedov est un lutteur bulgare né le 10 avril 1930 et mort en 1997. Il est spécialisé en lutte libre.

## Palmarès

### Jeux olympiques
- Médaille d'argent dans la catégorie des plus de 97 kg en 1964 à Tokyo[1]

### Championnats du monde
- Médaille d'argent aux championnats du monde de 1958.
- Médaille d'or aux championnats du monde de 1959.
- Médaille d'argent aux championnats du monde de 1962.
- Médaille d'argent aux championnats du monde de 1965.